# Chilothorax hahni
Chilothorax hahni är en skalbaggsart som beskrevs av Edmund Reitter 1907. Chilothorax hahni ingår i släktet Chilothorax och familjen Aphodiidae. Inga underarter finns listade i Catalogue of Life.